# Gawin (województwo kujawsko-pomorskie)
Gawin – wieś w Polsce położona w województwie kujawsko-pomorskim, w powiecie włocławskim, w gminie Chodecz.
| SIMC    | Nazwa     | Rodzaj    |
| ------- | --------- | --------- |
| 0860702 | Kołatki   | część wsi |
| 0860719 | Sadok     | część wsi |
| 0860725 | Uklejnica | część wsi |

W latach 1975–1998 miejscowość administracyjnie należała do województwa włocławskiego. Według Narodowego Spisu Powszechnego (III 2011 r.) liczyła 91 mieszkańców. Jest dwudziestą co do wielkości miejscowością Chodecz.